# Três Rigorosos e Três Honestos
Os Três Rigorosos e Três Honestos (chinês: 三严三实) é uma campanha de educação interna liderada pelo Partido Comunista Chinês (PCC), promovida pelo Secretário-Geral do PCC, Xi Jinping, em 2014, para melhorar a conduta ética dos oficiais do partido e 'melhorar a ecologia política'. A campanha foi essencialmente uma resposta à percepção de laxidão moral dentro das fileiras do Partido Comunista, o que, ao longo dos anos, segundo o próprio partido, distanciou os oficiais governamentais das pessoas comuns que eles deveriam servir.
A campanha também visava combater o carreirismo endêmico, a colusão entre elites políticas e empresariais, a busca por privilégios por parte dos oficiais e a superficialidade que se tornaram predominantes na política chinesa. Ela ocorreu no contexto da campanha mais ampla contra a corrupção, criando uma cultura onde os oficiais "não querem ser corruptos, não ousam ser corruptos e não têm meios para ser corruptos".

## História
Em 9 de março de 2014, durante a deliberação da delegação de Anhui na segunda sessão do 12º Congresso Nacional do Povo, o Secretário-Geral Xi Jinping propôs uma exigência de 24 caracteres para o estilo de trabalho dos quadros: "cultivação rigorosa de si, uso rigoroso do poder, disciplina rigorosa de si e ser sério no planejamento, no empreendedorismo e na conduta pessoal". Esta exigência foi posteriormente considerada um tema importante de educação dentro do Partido, sendo oficialmente chamada de "Três Rigorosos e Três Sérios."
Em 19 de abril de 2015, o Escritório Geral do Comitê Central do PCC emitiu um "Plano para Realizar a Educação Especial sobre os 'Três Rigorosos e Três Sérios' entre os Quadros de Liderança de Nível de Condado e Departamental ou Superior" e divulgou um aviso. O plano exigia que todas as regiões e unidades "abarcassem tanto" a educação especial quanto o trabalho diário, e "não negligenciassem nenhum dos dois". Dentre os pontos, "rigoroso na auto-cultivação, rigoroso no uso do poder, rigoroso na auto-disciplina; ser realista no planejamento, no empreendedorismo e na conduta pessoal" foi oficialmente resumido como "Três Rigorosos e Três Sérios". Desde 2015, uma "campanha educacional" em todo o partido teve início sob a liderança de Xi e do alto funcionário responsável pelos assuntos do partido, Liu Yunshan, para incutir essas ideias nos oficiais de todos os níveis.

## Conceito
Os "três honestos" são:
- Ser honesto nas decisões (谋事要实, também pode ser traduzido como "ser honesto nas ações")
- Ser honesto na construção de uma carreira (创业要实, também traduzido como "ser honesto nos negócios")
- Ser honesto no comportamento pessoal (做人要实)[1]

Os "três rigorosos" são:
- Ser rigoroso na conduta moral (严以修身, também pode ser traduzido como "ser rigoroso na auto-cultivação")
- Ser rigoroso no exercício do poder (严以用权)
- Ser rigoroso na disciplina pessoal (严以律己)[1]

## Principais atividades
As principais atividades da campanha incluíram:
- o Secretário do Comitê do Partido tomando a iniciativa de ministrar uma palestra especial sobre os "Três Rigorosos e Três Sérios";
- realização de estudos temáticos e discussões;
- convocação de reuniões especiais de vida democrática e reuniões de vida organizacional;
- fortalecimento da retificação e implementação, bem como a aplicação de regras e regulamentos.